# Sonate pour violon et piano (Ladmirault)
Pour les articles homonymes, voir Sonate pour violon et piano.
La Sonate pour violon et piano est une partition en quatre mouvements pour violon et piano composée par Paul Ladmirault en 1931. L'œuvre est dédiée au compositeur, violoniste et pianiste Georges Enesco, qui en a assuré la création.

## Présentation
La Sonate pour violon et piano est en quatre mouvements :
1. Allegro moderato
2. Scherzo
3. Andante
4. Rondo

L'œuvre est en sol majeur. Gustave Samazeuilh apprécie la Sonate de Ladmirault, « d'allure dégagée, d'un pénétrant sentiment musical, [qui] mériterait d'être mise plus souvent sur les programmes ».

## Discographie
- Paul Ladmirault, Intégrale des sonates — par Roland Daugareil (violon), Yvan Chiffoleau (violoncelle), Jacques Lancelot (clarinette) et Robert Plantard (piano) — 1980, Skarbo D SK 4952)

### Ouvrages généraux
- Paul Pittion, La Musique et son histoire : tome II — de Beethoven à nos jours, Paris, Éditions Ouvrières, 1960, 574 p.
- Gustave Samazeuilh, Musiciens de mon temps : Chroniques et souvenirs, Paris, Éditions Marcel Daubin, 1947, 430 p.
  - Charles Koechlin — Paul Ladmirault — Désiré-Émile Inghelbrecht, 1944, p. 239-245